# Крест Военно-воздушных сил (Великобритания)
Крест военно-воздушных сил (англ. Air Force Cross) — военная награда, вручаемая офицерам, а с 1993 года и другим чинам Вооруженных сил Соединенного Королевства, а ранее также офицерам других Стран Содружества. Он выдается за «акт или акты образцовой доблести во время полета, при этом не обязательно соприкосновение с противником». К кресту возможно добавление планок, надеваемых на ленту. Они присуждаются кавалерам креста за дальнейшее проявление актов образцовой доблести. С 1979 года появилась возможность награждать посмертно.

## История
Награда была учреждена 3 июня 1918 года, вскоре после образования Королевских Военно-Воздушных Сил (RAF). Первоначально крест вручался офицерам и уоррент-офицерам Королевских ВВС, но позже им стали награждать офицеров Королевского флота и армейской авиации.
К кресту возможно добавление планок, надеваемых на ленту. Они присуждаются кавалерам креста за дальнейшее проявление актов образцовой доблести.
Получатели Креста ВВС имеют право использовать после имени аббревиатуру «AFC».
В период с 1919 по 1932 год награда также присуждалась гражданским лицам на той же основе, что и военнослужащим Королевских ВВС. В марте 1941 года право на получение было распространено на морских офицеров Военно-Воздушных сил флота, а в ноябре 1942 года и на офицеров армейской авиации. С 1979 года появилась возможность награждать посмертно.
После пересмотра системы наград в 1993 году в рамках стремления устранить различия в званиях в наградах за храбрость медаль ВВС, которая до этого присуждалась младшим рангам, была упразднена. После этого все ранги Королевских ВВС, Воздушных сил флота и армейской авиации получили возможность представляться к награждению крестом ВВС.
Крест также использовался странами Содружества, но к 1990-м годам большинство из них, включая Канаду, Австралию и Новую Зеландию, создали свои собственные системы наград и перестали использовать британские награды.

## Описание
Награда представляет собой серебряный крест длиной 60 мм и шириной 54 мм. Дизайн был разработан Эдвардом Картером Престоном.
На аверсе изображен Гермес верхом на крыльях ястреба, держащий в руках лавровый венок. В верхней части креста находится королевская корона, в то время как остальные три руки несут королевский шифр правящего монарха в момент выпуска.
Реверс состоит из центрального круга с монограмма правящего монарха и цифрой «1918». С 1939 года на нижней конечности реверса креста стали наносить год выдачи, а с 1984 года имя получателя.

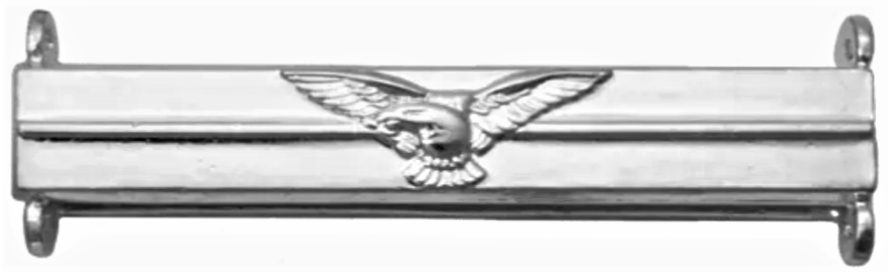
Аверс планки

Планка, выдаваемая за последующие подвиги, серебряная, с орлом Королевских ВВС в центре. Сзади планок, выдаваемых во время Второй мировой войны, выгравирован год награждения.
Лента длиной 32 мм первоначально была белой с красными широкими горизонтальными полосами, но в июле 1919 года была заменена на нынешнюю белую с красными широкими диагональными полосами под углом 45 градусов.
| Лента Креста ВВС | Лента Креста ВВС | Лента Креста ВВС          |
|                  | Крест ВВС        | Крест ВВС с одной планкой |
| ---------------- | ---------------- | ------------------------- |
| 1918-1919        |                  |                           |
| С 1919           |                  |                           |

## Награждения
С 1918 по 2017 год произведено 5360 награждений крестами военно-воздушных сил и 193 награждения планками. Цифры до 1979 года приведенные в таблице ниже, соответствуют записям в The London Gazette:
| Период                     | годы      | Кресты | с одной планкой | с двумя планками |
| -------------------------- | --------- | ------ | --------------- | ---------------- |
| Первая мировая война       | 1918—1919 | 679    | 2               | –                |
| Межвоенный период          | 1920—1938 | 159    | 10              | 3                |
| Вторая мировая война       | 1939—1945 | 2 001  | 26              | 1                |
| После Второй мировой войны | 1946—1979 | 2 242  | 135             | 8                |
| Всего                      | 1918—1979 | 5 081  | 173             | 12               |

Кроме того, в период с 1980 по 2017 год было присуждено около 279 Крестов и 8 планок к ним.
Приведенные выше цифры включают награды доминионам:
В общей сложности 560 Крестов ВВС достались канадцам, в том числе 70 за Первую Мировую войну, 462 креста и одна планка за Вторую Мировую Войну и 28 крестов после войны.
444 Креста и две планки были присуждены австралийцам, последняя награда была присуждена в 1983 году.
Ряд наград был вручён новозеландцам до тех пор, пока в 1999 году Крест военно-воздушных сил не был заменен.
87 наград были вручены членам иностранных вооруженных сил, в том числе 26 за Первую Мировую войну, 58 за Вторую Мировую Войну и 3 награды были вручены после войны, причем все они были вручены пилотам ВВС США.